# Formica pallidefulva
Formica pallidefulva är en myrart som beskrevs av Pierre André Latreille 1802. Formica pallidefulva ingår i släktet Formica och familjen myror. Inga underarter finns listade i Catalogue of Life.

## Bildgalleri

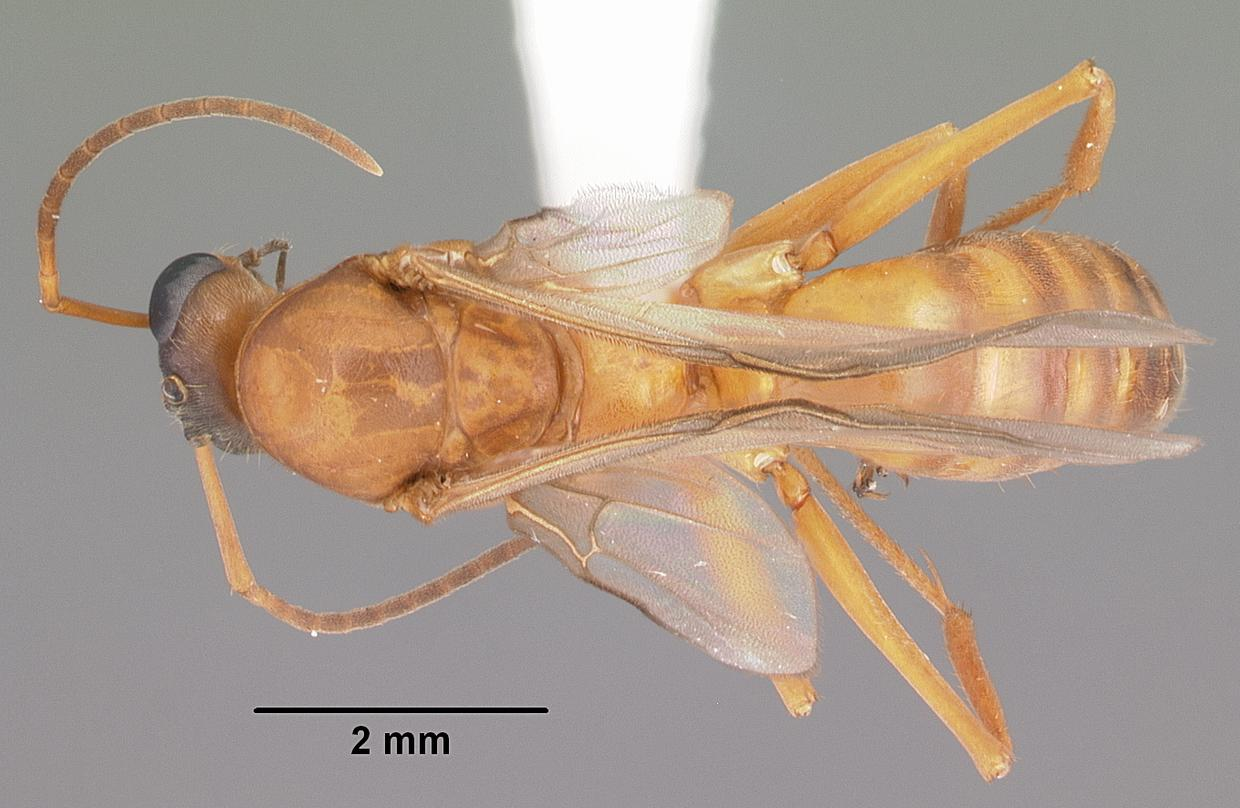
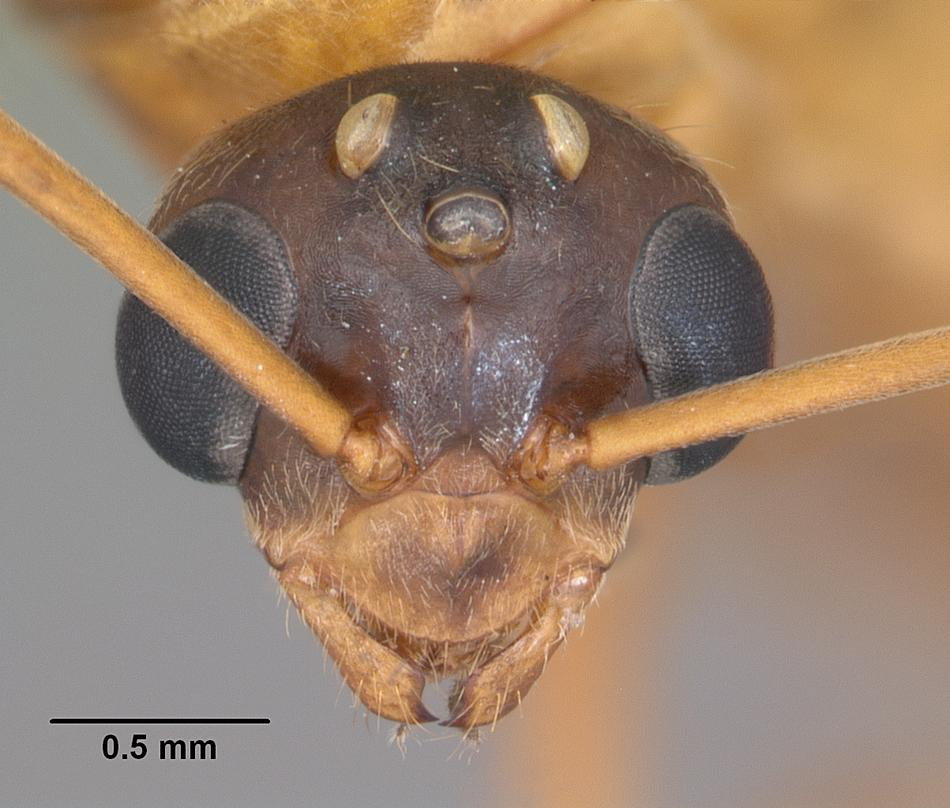
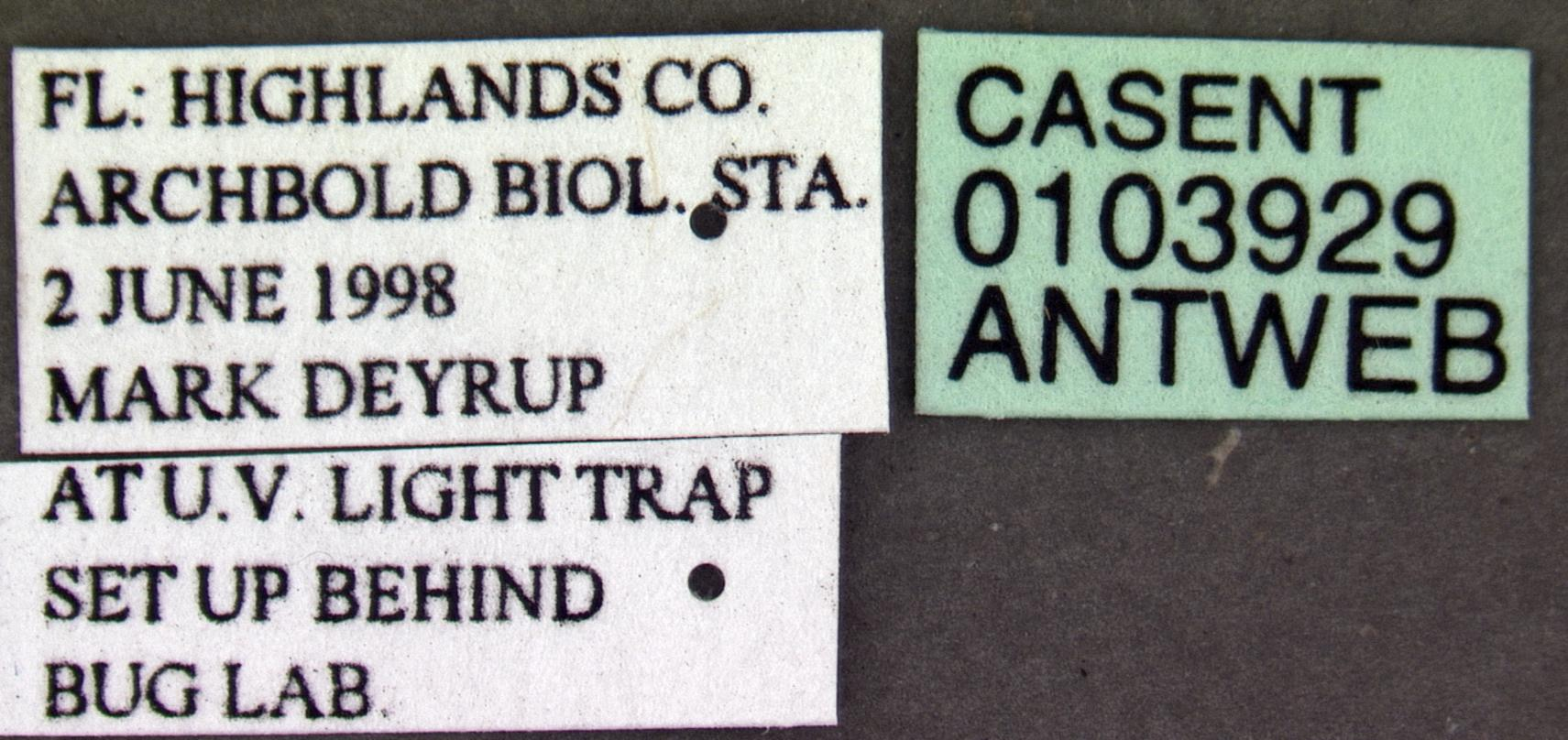
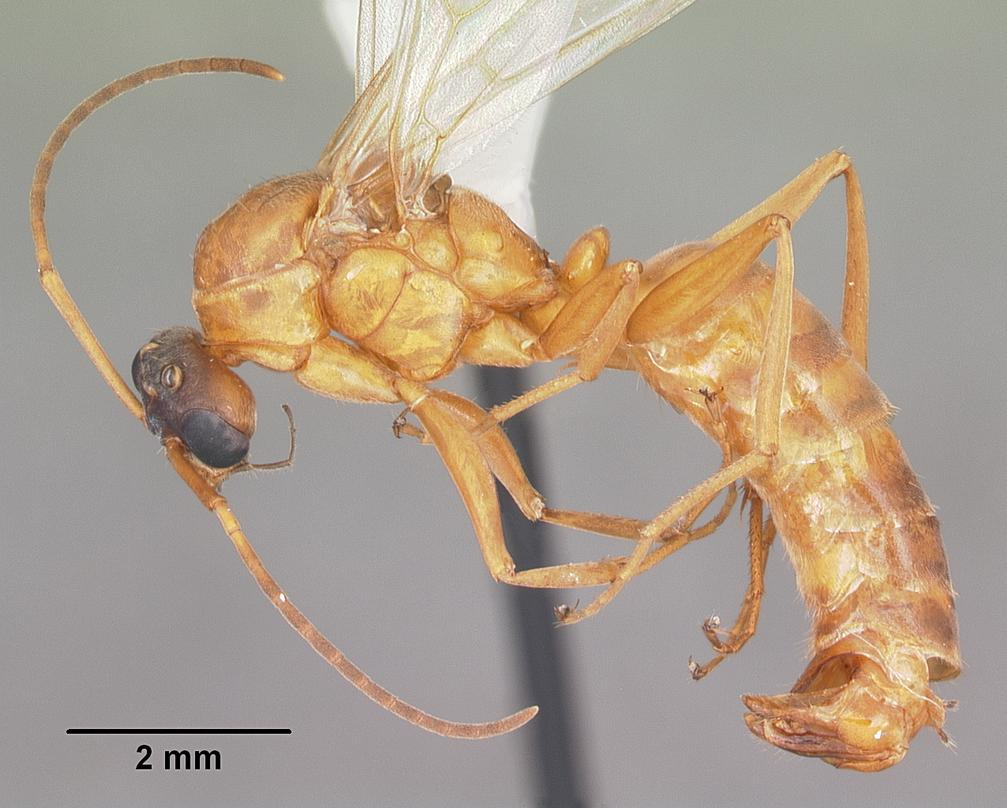
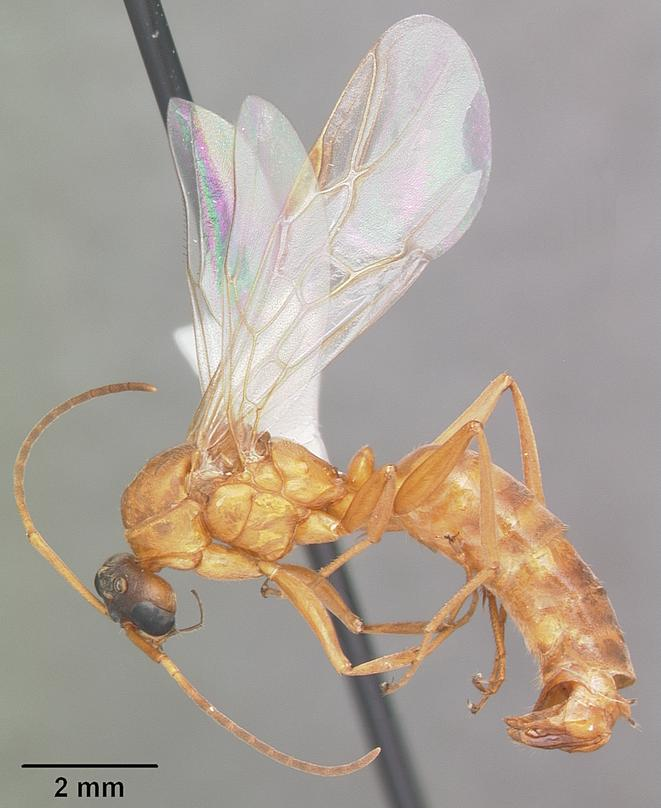
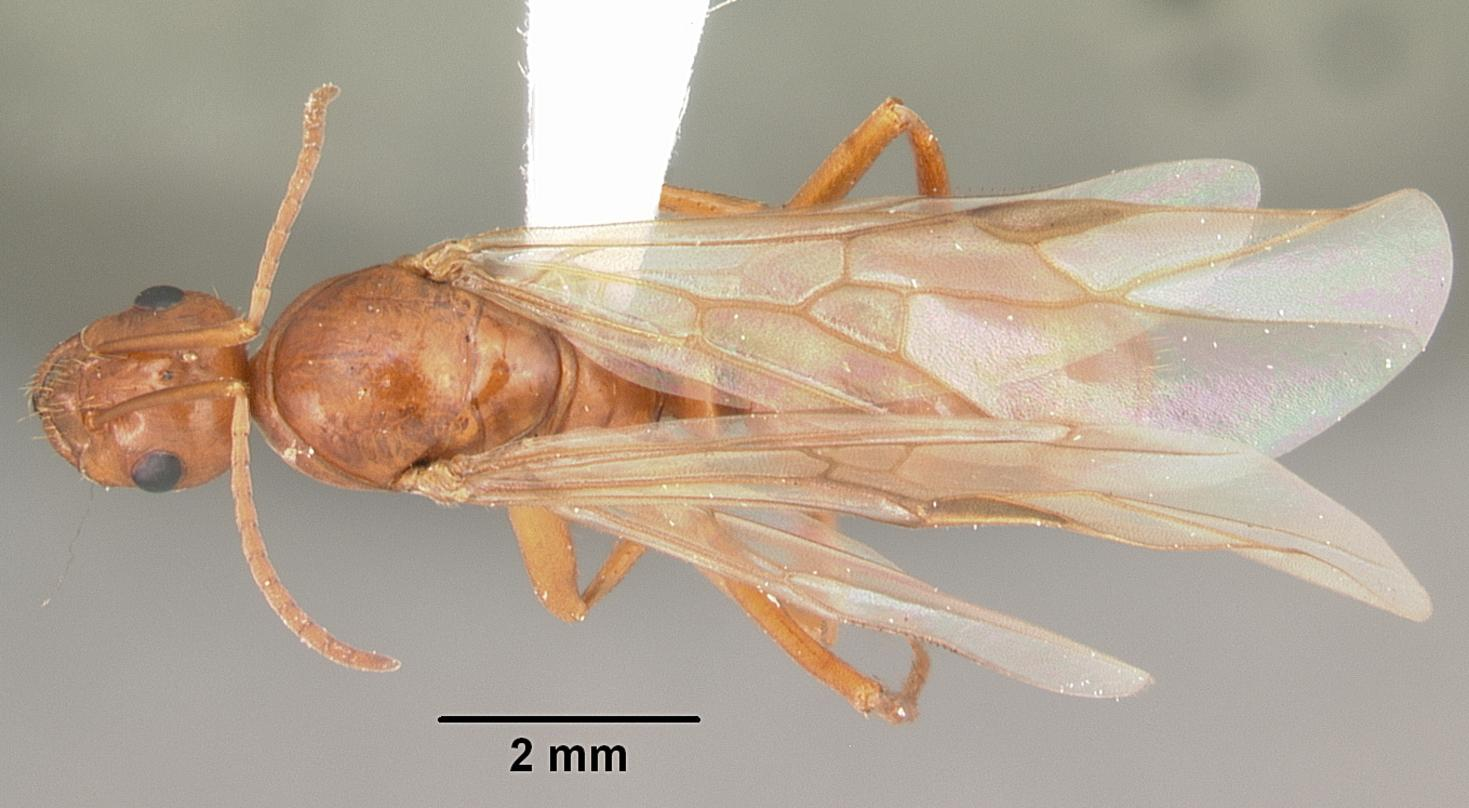